# Elousa fraterna
Elousa fraterna là một loài bướm đêm trong họ Erebidae.